# 1600 Smith Street

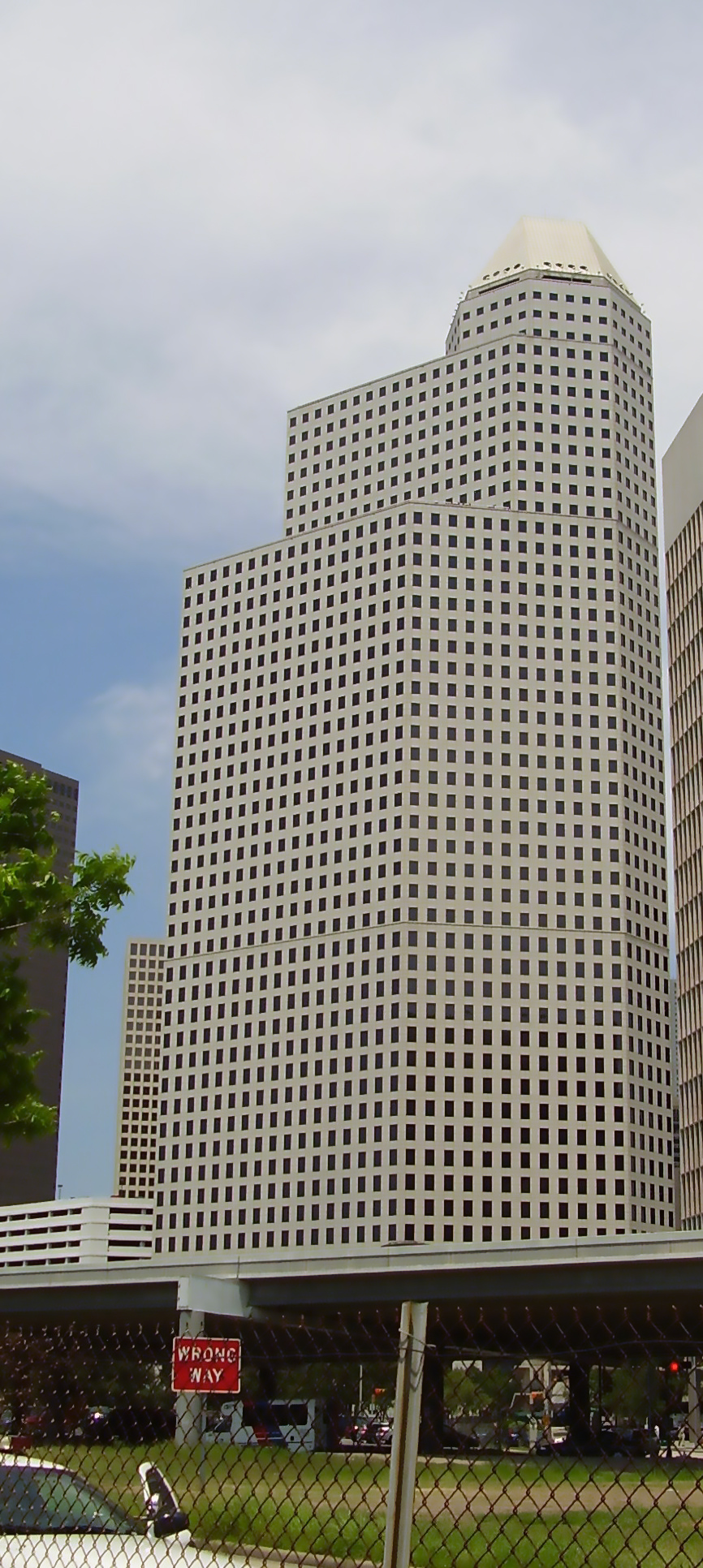
1600 Smith Street

O 1600 Smith Street é um arranha-céu, actualmente é o 182º arranha-céu mais alto do mundo, com 223 metros (732 ft). A sede da Continental Airlines, edificado na cidade de Houston, Estados Unidos, foi concluído em 1984 com 53 andares.